# Eloy Alfaro (canton)
Eloy Alfaro est un canton d'Équateur situé dans la province d'Esmeraldas.